# Subida al cielo
Subida al cielo es una película de comedia mexicana de 1952 dirigida por Luis Buñuel y protagonizada por Lilia Prado.
El origen de esta película está en el poeta español exiliado Manuel Altolaguirre, amigo de Buñuel, ya desde la época de la Residencia de Estudiantes de Madrid. Tras un accidentado viaje con su esposa, una millonaria cubana, propuso a Buñuel financiar una película que narrara de modo estrafalario acontecimientos curiosos que suceden en un viaje, siempre y cuando Buñuel aceptara dirigirla.

## Argumento
En una ciudad de la costa del estado de Guerrero, Oliverio, quien se acaba de casar, se ve obligado a regresar en pleno viaje de novios porque su madre se está muriendo. En su lecho de muerte, la madre pide a su hijo que busque a un letrado para que redacte su testamento. Oliverio viajará en autobús para cumplir el deseo de su madre moribunda. Durante el viaje sucederán muchos imprevistos y Oliverio tendrá que sortear los coqueteos de una mujer.

## Reparto
- Lilia Prado como Raquel
- Esteban Mayo como Oliverio Grajales
- Luis Aceves Castañeda
- Roberto Cobo como Juan
- Manuel Dondé como Eladio Gonzales
- Carmelita González como Albina
- Beatriz Ramos como Elisa
- Gilberto González como Sánchez Coello
- Jorge Martínez como guía turístico
- Roberto Meyer como Don Nemesio
- Paz Villegas como Doña Ester
- Manolo Noriega como licenciado
- Francisco Reiguera como Miguel Suárez
- Pedro Elviro como El Cojo
- Leonor Gómez como Doña Linda
- Chel López como
- Amparo Garrido como Justina
- Salvador Quiroz como Lucilo Peña
- Cecilia Leger como Doña Clara
- Diana Ochoa como
- Enedina Díaz De León como Doña Sixta
- José Muñoz como Don Esteban
- Jean-Rene Ouellet

## Comentarios, crítica y algunos datos
Tras su sonado éxito con Los olvidados, Luis Buñuel se tomó la libertad de realizar a su libre imaginación un tema que le propuso su amigo Manuel Altolaguirre, con la financiación de su esposa. La temática, tan trivial como puede ser un viaje en autobús, se torna insólita. Buñuel, que se caracterizó por realizar filmes con actores de no mucho renombre, realizó una interesante cinta donde cada personaje, pese a su simplicidad, realizaba un buen desempeño con diálogos chispeantes. Sin duda las aportaciones que hicieran el guionista Juan de la Cabada y la joven guerrerense Lilia Solano fueron de gran ayuda para darle frescura a la cinta. En el filme los villanos (si puede hablarse de villanos en los filmes de Buñuel) son los hermanos de Oliverio, dos ambiciosos e hipócritas que pretenden quedarse con la mejor parte de la herencia de su madre, que agoniza. Pero Buñuel no cayó en dulzuras y así, la recién casada Albina, pese a su abnegación, confiesa que hubiera querido pasar su luna de miel en la casa que la familia posee en la Ciudad de México. Oliverio, por su parte, es un joven con el complejo de Edipo, que ve en Albina a su madre, pero a quien no desea sexualmente, sino a la sensual y provocativa Raquel (Lilia Prado). Otros personajes llamativos son: el candidato a diputado que, pese a dar lisonjeros discursos, quiere resolver todo a balazos; un chofer que ama a su madre y que es a la vez un irresponsable; un cojo metiche y burlón que ya adelanta la corte de mendigos de Viridiana; una mujer a quien se le ocurre parir a media subida de un monte; una madre que batalla con sus dos hijos; un anciano de la época porfiriana que quiere que le devuelvan sus tierras, y hasta un vendedor de gallinas desfilan en esta cinta.[cita requerida]
Sin embargo, la película vale principalmente por el humor erótico en clave surrealista que tanto cultivó Buñuel, como lo fue el sueño de Oliverio, en donde el protagonista lanza al agua a la sensual Raquel (que intercambia su rostro con Albina), luego se encuentra con Raquel en el camión, solos (un anhelo que él niega revelar), y devuelve a su madre una interminable mondadura de manzana, que simboliza un cordón umbilical y que significa que él se libera de ella y se entrega a Raquel, pero un tropel de ovejas y cabras irrumpen en el camión y Oliverio regresa con Albina, mientras cuatro de los pasajeros se han convertido en músicos. Un hombre inexplicablemente cruza con una oveja negra y la hermosa y abnegada Albina se convierte en la sensual Raquel, quien ríe burlonamente y a continuación emerge de una laguna, coqueta, semejando una criatura que sale de la placenta. Antes de que Oliverio despierte, Raquel, quien apenas unos minutos invitó a Oliverio a nadar en una poza, y le ha ofrecido una mondadura de manzana y la manzana misma que éste mordió, le pregunta con la mayor coquetería posible: "¿Estabas pensando en mí?". En la ida, el camión es escenario de un nacimiento; en el regreso, acarrea con la niña muerta, quien un día anterior había sacado con una par de bueyes al camión atascado en un río. Al final, el aún casto Oliverio cede ante Raquel en el puerto de montaña llamado "Subida al cielo"; después de ello, Raquel se muestra indiferente hacia un Oliverio sonriente, otrora arisco ante la seductora mujer. Al regresar a su pueblo y encontrar a su madre muerta, Oliverio recuerda a Raquel dando un mordisco a una manzana que enseguida escupe para decir burlonamente: "Lo que quería ya lo tuve", por lo que decide que tiene que engañar a sus hermanos para que estos no se salgan con la suya. Así, surge la tétrica pregunta de si son más válidas las cruces que hizo viva que las huellas digitales muerta.[cita requerida]
La cinta fue la primera colaboración de Lilia Prado con Buñuel, con quien participaría en dos cintas más: Abismos de pasión y La ilusión viaja en tranvía; asimismo, sería la segunda participación de Roberto Cobo con el cineasta, cuando ya previamente había participado en Los olvidados.[cita requerida]

## Premios
Entre otros 16 premios internacionales, recibió en Francia el Premio de la crítica a la mejor película de vanguardia del Festival de Cannes (1952). En México, sin embargo, sólo obtuvo 6 nominaciones.
- 1952, Festival de Cannes, Edición 6.º, Nominada, Gran Premio
- 1953, Premio Ariel - Academia Mexicana de Artes y Ciencias Cinematográficas, Edición 8.º, Nominada, Ariel de Oro a la Mejor Película
- 1953, Premio Ariel - Academia Mexicana de Artes y Ciencias Cinematográficas, Edición 8.º, Nominada, Ariel de Plata a Mejor Dirección
- 1953, Premio Ariel - Academia Mexicana de Artes y Ciencias Cinematográficas, Edición 8.º, Nominada, Ariel de Plata a Mejor Coactuación Masculina
- 1953, Premio Ariel - Academia Mexicana de Artes y Ciencias Cinematográficas, Edición 8.º, Nominada, Ariel de Plata a Mejor Actor de Cuadro
- 1953, Premio Ariel - Academia Mexicana de Artes y Ciencias Cinematográficas, Edición 8.º, Nominada, Ariel de Plata a Mejor Escenografía

## Ligas externas
- Subida al cielo en Internet Movie Database (en inglés).

- Datos: Q1571704